# Sabyrchan Ibrajew
Sabyrchan Nurłychanowicz Ibrajew (ros. Сабырхан Нурлыханович Ибраев, ur. 22 marca 1988 w Ałma-Acie) – kazachski piłkarz grający na pozycji pomocnika, reprezentant kraju.

## Kariera piłkarska

### Kariera klubowa
Ibrajew rozpoczął karierę w Irtyszu Pawłodar. Grał w klubach takich jak Tobył Kostanaj, Kajrat Ałmaty, Kajsar Kyzyłorda, FK Astana-1964, Kyzyłżar Petropawł, Wostok Ust-Kamienogorsk, FK Maktaarał i Żetysu Tałdykorgan.

### Kariera reprezentacyjna
W reprezentacji Kazachstanu zadebiutował 23 maja 2008 roku w meczu towarzyskim przeciwko Rosji. Rozegrał 5 spotkań.
| Mecze i gole w reprezentacji | Mecze i gole w reprezentacji | Mecze i gole w reprezentacji | Mecze i gole w reprezentacji | Mecze i gole w reprezentacji | Mecze i gole w reprezentacji | Mecze i gole w reprezentacji |
| Kazachstan                   | Kazachstan                   | Kazachstan                   | Kazachstan                   | Kazachstan                   | Kazachstan                   | Kazachstan                   |
| Lp.                          | Data                         | Miasto                       | Przeciwnik                   | Gol                          | Wynik                        | Rozgrywki                    |
| ---------------------------- | ---------------------------- | ---------------------------- | ---------------------------- | ---------------------------- | ---------------------------- | ---------------------------- |
| 1.                           | 23.05.2008                   | Moskwa                       | Rosja                        |                              | 0:6                          | towarzyski                   |
| 2.                           | 11.10.2008                   | Londyn                       | Anglia                       |                              | 1:5                          | el. MŚ 2010                  |
| 3.                           | 11.02.2009                   | Aksu                         | Estonia                      |                              | 2:0                          | towarzyski                   |
| 4.                           | 01.04.2009                   | Ałmaty                       | Białoruś                     |                              | 1:5                          | el. MŚ 2010                  |
| 5.                           | 06.06.2009                   | Ałmaty                       | Anglia                       |                              | 0:4                          | el. MŚ 2010                  |